# 小行星1135
小行星1135（1135 Colchis）是一颗围绕太阳公转的小行星。1929年10月3日，格利果利·N·諾伊明在克里米亚发现了此天体。
該小行星以高加索的地區科爾喀斯命名。
这颗小行星的绝对星等为4.35782等。